# Кёнигсбрунн
Кёнигсбрунн (нем. Königsbrunn) — город и городская община в Германии, в Республике Бавария.
Община расположена в правительственном округе Швабия в районе Аугсбург. Население составляет 27 406 человек (на 31 декабря 2010 года). Занимает площадь 18,40 км². Официальный код — 09 7 72 163.

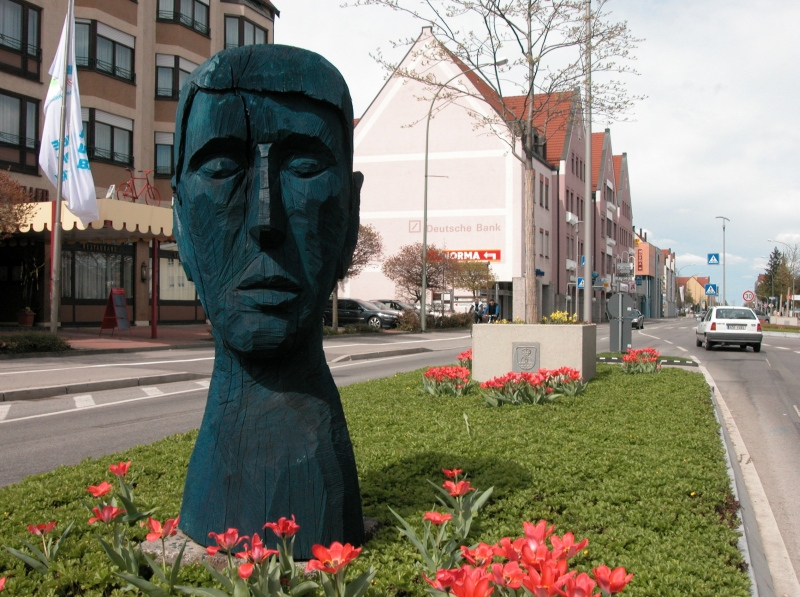
Кёнигсбрунн

## Население
По оценке на 31 декабря 2015 года население общины Кёнигсбрунн составляет 27 772 чел. 

| Дата      | 1840 | 1871 | 1900 | 1925 | 1939 | 1950 | 1961 | 1970  | 1987  | 2011  |
| --------- | ---- | ---- | ---- | ---- | ---- | ---- | ---- | ----- | ----- | ----- |
| Население | -    | 1386 | 1954 | 2226 | 3026 | 4564 | 7215 | 12796 | 19231 | 26997 |

| Год       | 1960 | 1970  | 1980  | 1990  | 2000  | 2009  | 2010  | 2011  | 2012  | 2013  | 2014  | 2015  |
| --------- | ---- | ----- | ----- | ----- | ----- | ----- | ----- | ----- | ----- | ----- | ----- | ----- |
| Население | 7058 | 12986 | 18023 | 22035 | 26539 | 27313 | 27406 | 27103 | 27177 | 27487 | 27467 | 27772 |

## История
Königsbrunn — один из самых молодых и самых старых городов Баварии. Хотя статус общины Кёнигсбрунн получил только в 1842 году, а статус города — в 1967 году, но археологические раскопки нашли следы поселений на этой земле в возрасте 3000 лет до нашей эры.
Первые летописные жители этой земли — кельты. Юг Баварии не германская, а кельтская территория в античную эпоху. Германские племена пришли сюда впоследствии с севера. При римлянах рядом с нынешним Кёнигсбрунном стояли части легиона, штаб-квартира которого была в нынешнем Аугсбурге. Здесь стоял храм восточного бога Митры, популярного у римских легионеров, около 50 домов с хозяйственными пристройками, и прямо через Кёнигсбрунн проходила знаменитая Via Claudia Augusta, шедшая через провинцию Рецию в великий Рим.
Во времена средневековья дорога здесь осталась. Это была уже не Via Claudia Augusta, а скромная, но достаточно оживлённая дорога между Аугсбургом и Клостерлехфельдом, одним из известных паломнических центров южной Баварии. Тем не менее из числа сохранившихся исторических зданий самое старое здание в Кёнигсбрунне датируется XVII веком. В 1688 году на юге нынешнего Кёнигсбрунна построили таможню. Сейчас бывшее здание таможни превратилось в гостиницу с традиционным открытым пивным рестораном. Напротив бывшей таможни стоит ещё одно старинное здание — «Nepomukkapelle». Капелла построена в 1734 году.
Известность и нынешнее название Кёнигсбрунна, в дословном переводе означающее «Королевские источники», связаны с началом XIX века. В 1833 году король Баварии Людвиг Первый решил облегчить участь паломников, идущих из Аугсбурга в Клостерлехфельд. По его приказу на этой дороге были возведены три источника, быстро получивших среди паломников и жителей близлежащей округи имя «Кёнигсбруннских колодцев». Эти источники стали настолько известны, что перекочевали потом и на герб города Кёнигсбрунна. На гербе города на красном фоне — золотая королевская корона, а под ней серебряный колодец. Герб красноречиво говорит о городе королевских источников.
Вытянутая форма города, на первый взгляд выглядящим и сейчас как одна бесконечная улица, объясняется тем, что почти все дома с XIX века строились вдоль паломнической дороги. Населения, тем не менее, было здесь немного. Даже в 1939 году, спустя сто лет после возведения Кёнигсбруннских источников, в «самой длинной деревне Баварии», как насмешливо называли Кёнигсбрунн недоброжелатели, проживали меньше 3000 жителей.
Бурный рост Кёнигсбрунна начался после Второй мировой войны, когда здесь начали появляться промышленные зоны. В 1967 году Кёнигсбрунн получил статус города, а население достигло 11 000 жителей. А сейчас город насчитывает уже 28 000 жителей.
Здесь нет железной дороги. Линия близлежащей железнодорожной ветки идёт через Бобинген, а в Кёнигсбрунн можно доехать только на автомобиле или автобусом. Среди городов Баварии Кёнигсбрунн — самый большой город, обделённый железнодорожным сообщением. Дорога же, идущая через город, называется старым автобаном № 17. Из соединения этого автобана с расположенной рядом трассой в 2003 году возник новый городской центр: на их пересечении.
На гербе города на красном фоне — золотая королевская корона, а под ней серебряный колодец. Герб красноречиво говорит о городе королевских источников.

## Музеи
В Кёнигсбрунне четыре музея. Lechfeldmuseum Königsbrunn, с его 4500 экспонатами, рассказывает о повседневной жизни обитателей долины Леха с незапамятных времён. Но в основном экспозиция сосредоточена на быте граждан Кёнигсбрунна в девятнадцатом веке. По воле организаторов музея большое внимание уделено достижениям технического прогресса, облегчившим труд крестьян. Сделано это наглядно и реалистично.
Второй музей — Archäologische Sammlung Königsbrunn. Говорящее название этого музея уже рассказывает об экспозиции. Люди на этой земле живут тысячи лет, и археологи довольно много здесь раскопали. Не всё из найденного разгадано до сих пор.
Третий музей — Naturwissenschaftliche Sammlung. Его основатель, Хайнц Фишер, передал для всеобщего обозрения свою коллекцию геологических редкостей.
Четвёртый музей — Меркатеум. Этот музей представлен в виде глобуса. Глобус в Кёнигсбрунне считается самым большим в мире. Раньше этот глобус стоял в Мюнхене, на Marstallplatz. Тогда, в 2005 году, отмечался своеобразный юбилей. Европа праздновала 500 лет открытия торгового пути в Индию. Mercateum был официальным символом этого юбилейного торжества.
«Mercator» по-латыни — торговец, купец. Так же звали и знаменитого картографа Герхарда Меркатора, жившего в XVI веке. Он был математик, философ, теолог, космограф и картограф. Меркатор использовал географические знания, полученные с Востока, из мусульманского мира. Атлас Меркатора из 107 карт знали все путешественники из Европы.
На глобусе — карта испанского картографа Диого Рибейро, выполненная им в 1529 году. Эту карту Рибейро сделал по приказу короля Испании Карла Пятого, чтобы разрешить спор между Испанией и Португалией о Молуккских островах. Острова пряностей, согласно этой карте, оказались в испанской зоне влияния. Карта Рибейро имела название «Propaganda», и содержала все известные тогда европейцам географические названия. Их на карте больше 3000. Оригинал карты, размером 204,5 на 85 сантиметров, хранится в архиве Ватикана. Для глобуса была сделана специальная проекция знаменитой карты, увеличенная в 260 раз. Проекция не является копией карты Рибейро, потому что круглая форма изображения всё растянула, но сам глобус большого размера представлял собой необычный подход и изобретательное техническое решение.
Высота глобуса — 10 метров. Он сконструирован с помощью мембранной структуры, сформированной стальными конструкциями с применением деревянных вкладок. Между двойными мембранами — воздух. Глобус закреплён на платформе, окружённой водой. Внутри глобуса находится музей, конструкция которого потребовала применения пяти плоских поверхностей и лестниц. Вход в этот музей был открыт 30 мая 2008 года.
Mercateum-музей показывает посетителям выставку «Aus Indien und vom Ende der Welt». Выставка рассказывает о временах расцвета торгового пути, начинавшегося в XVI веке из датского Выборга. Путь этот назывался «Straße nach Italien». Он шёл из Дании через Эрфурт, Нюрнберг, Аугсбург, Ландсберг к городу Бренна, а оттуда — на Венецию. Из Венеции путь шёл уже в два направления: через Милан на Геную, и на Рим. В музее есть копия первой карты «Straße nach Italien», изданной в 1501 году.
Инициатором Mercateum был знаменитый житель Кёнигсбрунна Вольфганг Кнабе. Он прославился необычными путешествиями на своём бриге «Mercator». Название «Mercator» дал бригу, построенному в 1990 году, не Кнабе, а обер-бургомистр Аугсбурга. В 1992 году Кнабе проплыл по старому торговому маршруту в Индию. С тех пор «Mercator» ещё трижды отправлялся в дальние морские плавания по историческим торговым путям. Кнабе и отдали знаменитый глобус: под обещание сделать внутри музей. Музей открыт со вторника по пятницу с 15.00 до 18.00, а на выходных с 10.00 до 18.00. Билет стоит 2,50.